# Formosa da Serra Negra
Formosa da Serra Negra es un municipio brasileño del estado del Maranhão. Su población estimada, en 2016, era de 18.793 habitantes.

## Turismo
Desde 2017, el municipio forma parte, oficialmente del polo de la Chapada das Mesas.